# Ginger Rogers
Ginger Rogers (właśc. Virginia Katherine McMath; ur. 16 lipca 1911 w Independence, zm. 25 kwietnia 1995 w Rancho Mirage) – amerykańska aktorka filmowa, teatralna i telewizyjna oraz tancerka i piosenkarka. Laureatka nagrody Akademii Filmowej za pierwszoplanową rolę w filmie Kitty Foyle (1940). Znana głównie z serii filmów muzyczno-tanecznych, w których występowała w parze z Fredem Astaire’em.
American Film Institute umieścił ją na 14. miejscu w rankingu „największych aktorek wszech czasów” (The 50 Greatest American Screen Legends).

## Życiorys

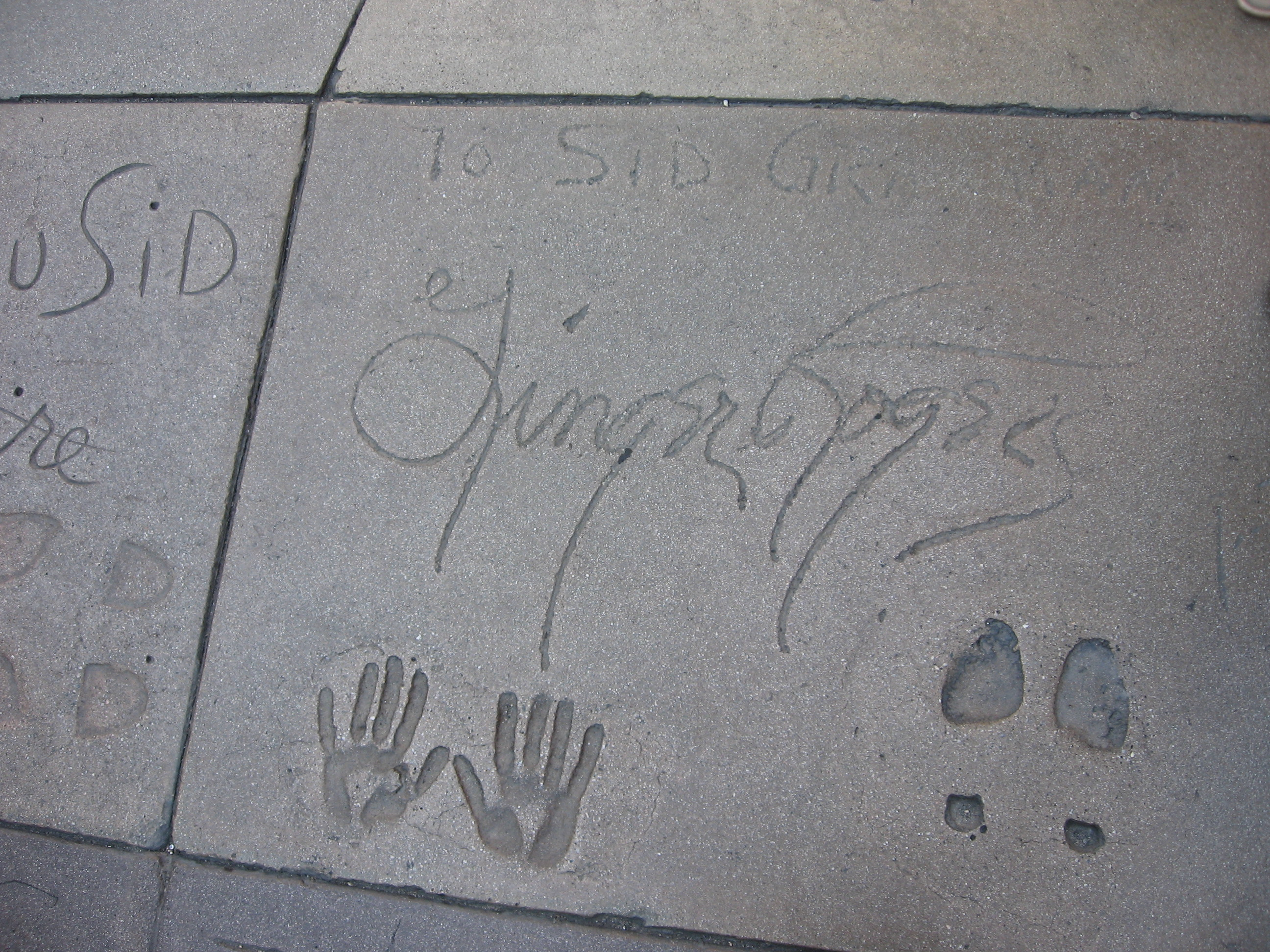
Ślady stóp i rąk pozostawione przez Ginger Rogers przed Grauman Chinese Theatre.

Krótko po jej urodzeniu rodzice aktorki rozwiedli się. Virginia wychowywała się u matki; ojciec zmarł w 1922 roku. Po przeprowadzce do dziadków do Kansas City występowała w filmach reklamowych. Silnie związana emocjonalnie z matką-dziennikarką, wielokrotnie musiała zmieniać miejsce zamieszkania ze względu na charakter pracy matki. W Fort Worth w Teksasie chodziła do szkoły średniej i zainteresowała się teatrem. W wieku 17 lat zadebiutowała na nowojorskim Broadwayu w musicalu Top Speed.
W 1929 wystąpiła po raz pierwszy w filmie. Przełomowe role wykreowała w filmach Suicide Fleet (1931) i Carnival Boat (1932). W duecie z Astaire'em nagrała 10 filmów, m.in. Karioka (1933), Wesoła rozwódka (1934) czy Lekkoduch (1936). Dużą popularność przyniósł jej film Poszukiwaczki złota (Gold Diggers) (1933). W 1940 podjęła próbę zmiany emploi i wystąpiła w dramacie Kitty Foyle, za który zdobyła Oscara. Zasłynęła z komedii Pewnego razu podczas miesiąca miodowego (1942) i Małpia kuracja (1952), gdzie partnerował jej Cary Grant. W kolejnych latach występowała m.in. w Oh Men!, Oh Women! (1957) i Harlow (1965) oraz w teatrach broadwayowskich. Była pięciokrotnie zamężna i do końca życia wspierała partię republikańską. W 1991 wydała autobiografię Ginger, moja historia. Zmarła 25 kwietnia 1995. Jej prochy pochowano w Oakwood Memorial Park, gdzie wcześniej spoczęły również szczątki jej ekranowego partnera, Freda Astaire'a.

## Filmografia
Filmy fabularne
- 1929: A Day of a Man of Affairs
- 1930: A Night in a Dormitory jako Ginger
- 1930: Campus Sweethearts
- 1930: Queen High jako Polly Rockwell
- 1930: Young Man of Manhattan jako Puff Randolph
- 1930: The Sap From Syracuse jako Ellen Saunders
- 1930: Follow the Leader jako Mary Brennan
- 1930: Office Blues jako Panna Gravis
- 1931: The Tip-Off jako Baby Face
- 1931: Honor Among Lovers jako Doris Brown
- 1931: Suicide Fleet jako Sally
- 1932: Hat Check Girl jako Jessie King
- 1932: You Said a Mouthful jako Alice Brandon
- 1932: Carnival Boat jako Honey
- 1932: The Tenderfoot jako Ruth Weston
- 1932: The Thirteenth Guest jako Marie Morgan / Lela
- 1933: Karioka (Flying Down to Rio) jako Honey Hale
- 1933: Ulica szaleństw (42nd Street) jako Ann Lowell (Anytime Annie)
- 1933: Sitting Pretty jako Dorothy
- 1933: Chance at Heaven jako Marjorie 'Marje'/'Mug' Harris
- 1933: Rafter Romance jako Mary Carroll
- 1933: Broadway Bad jako Flip Daly
- 1933: A Shriek in the Night jako Patricia Morgan
- 1933: Don't Bet on Love jako Molly Gilbert
- 1933: Professional Sweetheart jako Glory Eden
- 1933: Poszukiwaczki złota (Gold Diggers of 1933) jako Fay Fortune
- 1934: Zmiana serc (Change of Heart) jako Madge Roundtree
- 1934: Świat jest zakochany (Twenty Million Sweethearts) jako Peggy Cornell
- 1934: Mężczyźni w niebezpiecznym wieku (Upperworld) jako Lilly Linda
- 1934: Finishing School jako Cecelia 'Pony' Ferris
- 1934: Wesoła rozwódka (The Gay Divorcee) jako Mimi
- 1935: Star of Midnight jako Donna Mantin
- 1935: Romance in Manhattan jako Sylvia Dennis
- 1935: Panowie w cylindrach (Top Hat) jako Dale Tremont
- 1935: In Person jako Carol Corliss
- 1935: Roberta jako Hrabina 'Tanka' Scharwenka
- 1936: Błękitna parada (Follow the Fleet) jako Sherry Martin
- 1936: Lekkoduch (Swing Time) jako Penelope Penny Carroll
- 1937: Zatańczymy? (Shall We Dance) jako Linda Keene
- 1937: Obcym wstęp wzbroniony (Stage Door) jako Jean Maitland
- 1938: Having Wonderful Time jako Thelma 'Teddy' Shaw
- 1938: Zakochana pani (Carefree) jako Amanda Cooper
- 1938: Blond niebezpieczeństwo (Vivacious Lady) jako Francey
- 1939: Dziewczyna z Piątej Alei jako Mary Grey
- 1939: Na skrzydłach sławy (The Story of Vernon and Irene Castle) jako Irene Castle
- 1939: Bachelor Mother jako Polly Parrish
- 1940: Wzgórza Primrose (Primrose Path) jako Ellie May Adams
- 1940: Kitty Foyle (Kitty Foyle: The Natural History of a Woman) jako Katherine 'Kitty' Foyle
- 1940: Lucky Partners jako Jean Newton
- 1941: Tom Dick and Harry jako Janie
- 1942: Roxie Hart jako Roxie Hart
- 1942: Once Upon a Honeymoon jako Katie O'Hara Von Luber / Katherine Butt-Smith
- 1942: The Major and the Minor jako Susan Kathleen 'Sue' Applegate/Susu
- 1942: Historia jednego fraka (Tales of Manhattan) jako Diane
- 1943: Czuły towarzysz (Tender Comrade) jako Jo Jones
- 1944: I'll Be Seeing You jako Mary Marshall
- 1944: Lady in the Dark jako Liza Elliott
- 1945: Weekend w hotelu Waldorf (Week-End at the Waldorf) jako Irene Malvern
- 1946: Magnificent Doll jako Dolly Payne Madison
- 1946: Heartbeat jako Arlette Lafron
- 1947: It Had to Be You jako Victoria Stafford
- 1949: Przygoda na Broadwayu (The Barkleys of Broadway) jako Dinah Barkley
- 1950: Perfect Strangers jako Terry Scott
- 1951: Storm Warning jako Marsha Mitchell
- 1951: The Groom Wore Spurs jako Abigail Jane 'A.J.' Furnival
- 1952: Dreamboat jako Gloria Marlowe
- 1952: Małpia kuracja (Monkey Business) jako Edwina Fulton
- 1952: Uprzejmie informujemy, że nie są państwo małżeństwem (We're Not Married!) jako Ramona Gladwyn
- 1954: Beautiful Stranger jako 'Johnny' Victor
- 1954: Black Widow jako Carlotta 'Lottie' Marin
- 1954: Zawsze kobieta (Forever Female) jako Beatrice Page
- 1955: Tight Spot jako Sherry Conley
- 1956: Teenage Rebel jako Nancy Fallon
- 1956: The First Traveling Saleslady jako Panna Rose Gillray, Gillray Corset Co.
- 1957: Oh, Men! Oh, Women! jako Mildred Turner
- 1964: The Confession jako Madame Rinaldi
- 1965: Kopciuszek (Cinderella) jako Królowa
- 1965: Harlow jako Mama Jean Bello

Seriale telewizyjne
- 1954: Producers' Showcase
- 1959: The DuPont Show with June Allyson jako Kay Neilson
- 1960: Zane Grey Theater jako Angie Cartwright
- 1960: The Steve Allen Show
- 1963: Vacation Playhouse jako Elizabeth Harcourt
- 1963-1964: The Red Skelton Show jako Pani Cavendish / Scarlett O'Fever
- 1965: Bob Hope Presents the Chrysler Theatre jako Helen
- 1979: Statek miłości (The Love Boat) jako Stella Logan
- 1984: Glitter
- 1987: American Masters jako Linda Keene
- 1987: Hotel jako Natalie Trent

## Nagrody
- Nagroda Akademii Filmowej Najlepsza aktorka pierwszoplanowa: 1941 Kitty Foyle